# Seven
Seven, talvolta reso graficamente come Se7en, è un film del 1995 diretto da David Fincher e interpretato da Brad Pitt, Morgan Freeman, Gwyneth Paltrow e Kevin Spacey.

## Trama
Il detective William Somerset è un anziano poliziotto, disilluso dal tasso di violenza e degrado sempre più in crescita nella città in cui vive. Somerset, a cui manca una settimana per andare in pensione, viene affiancato dal giovane David Mills, destinato a sostituirlo. Tra i due, per le profonde differenze di carattere, all'inizio non corre buon sangue. Quando i due detective sono chiamati sulla scena di un efferato delitto, che ha come vittima un uomo obeso che è stato costretto a mangiare oltre misura fino alla morte, Somerset intuisce dalle caratteristiche del delitto di trovarsi di fronte a un caso fuori dall'ordinario e vorrebbe rinunciare a occuparsene.
Il giorno seguente, l'avvocato Eli Gould, noto per aver difeso criminali e truffatori d'ogni genere, viene ritrovato morto e mutilato all'interno del suo studio. A causa della riluttanza di Somerset a condurre il caso, l'esame della scena del crimine viene così affidato a David che sul pavimento rileva la parola "avarizia", scritta con il sangue. Non sembrano esserci collegamenti tra i due delitti, ma Somerset è convinto che l'assassino sia lo stesso e che continuerà a uccidere. Tornato così nuovamente sul luogo del primo delitto scopre dietro a un frigorifero la scritta "gola", scritta questa volta con il grasso. A quel punto Somerset deduce che l'assassino sta punendo con la morte i colpevoli dei sette peccati capitali. 
In seguito, Somerset viene invitato a cena da Tracy, la moglie del giovane detective, con la speranza che i due colleghi possano conoscersi meglio. Dopo cena, i due, analizzando le foto dell'omicidio di Eli Gould, ne trovano una che ritrae sua moglie con gli occhi cerchiati col sangue come a indicare che ha visto qualcosa o, meglio, che non ha ancora visto qualcosa che dovrebbe vedere. Dopo averla incontrata e averle mostrato le foto, la donna nota che sul luogo del delitto uno dei dipinti è stato appeso al contrario. Sul muro dietro al quadro trovano delle impronte digitali: corrispondono a Victor, un degenerato spacciatore accusato di diversi crimini e per questo più volte arrestato e incriminato. I detective quindi, credendo che si tratti del colpevole dei precedenti omicidi, si recano nell'appartamento di Victor, scoprendo che l'uomo in realtà è stato ridotto a uno scheletro per essere stato nutrito al minimo e costretto all'immobilità in un letto per un intero anno e quindi è ormai in fin di vita. Sopra il letto compare in grande la scritta dell'assassino che lo accusa di "accidia".
Dopo aver contattato un agente dell'FBI, Somerset ottiene una lista riservata di persone che hanno preso in prestito dalle varie biblioteche libri sui peccati capitali, sulle opere riguardanti Paradiso, Purgatorio e Inferno, sull'espiazione stessa dei peccati; dalla lista emerge il nome di un certo John Doe, che ha preso in prestito la Commedia di Dante. Mentre i due detective bussano invano alla porta di casa del sospetto assassino arriva un individuo che alla vista dei due, estrae una pistola e tenta di ucciderli. I due rincorrono l'uomo, ma Somerset non riesce a stargli dietro. Mills, dopo un lungo inseguimento, viene colpito a tradimento dall'assassino, il quale, dopo avergli puntato la pistola alla tempia, lo risparmia e va via.
Dopo il fallito inseguimento, Somerset e Mills entrano nell'appartamento trovando diverse foto che ritraggono le sue vittime, tra le quali spicca una donna dai capelli biondi. Mentre indagano su dove possa essersi nascosto John Doe, Mills e Somerset ricevono la notizia di un ulteriore delitto: una donna dai capelli biondi, una prostituta che è morta dopo un rapporto sessuale con un uomo che è stato costretto a violentarla indossando uno strumento lacerante; sulla porta della stanza vi è incisa infatti la scritta "lussuria". Dopo le dichiarazioni dell'uomo quasi impazzito per essere stato costretto da John Doe a violentare e uccidere la donna, il giorno seguente una modella che si è occupata maniacalmente del proprio aspetto esteriore, viene ritrovata morta, con il volto mutilato, nel proprio letto sopra il quale è stata scritta la parola "superbia", quinto peccato capitale a essere punito. Affinché il cerchio si chiuda, mancano ormai due peccati capitali, "invidia" e "ira", e perciò una sesta e una settima vittima.
Inaspettatamente, lo stesso John Doe si consegna alla polizia e, poiché è tutto insanguinato, si pensa che abbia commesso anche gli ultimi due omicidi. John si dichiara disposto a indicare il luogo dove si trovano i cadaveri delle vittime a patto che siano Mills e Somerset ad accompagnarlo. Sorvegliati dall'alto da un elicottero della polizia, i tre giungono in un luogo desertico completamente spoglio; in lontananza si vede arrivare un furgone.
Mills rimane a sorvegliare Doe, mentre Somerset ferma il conducente che gli consegna un pacco misterioso: l'anziano detective lo apre con cautela notando macchie di sangue e, dopo aver visto inorridito il contenuto, corre disperatamente verso Mills gridandogli di non ascoltare John Doe e di gettare immediatamente la pistola. Contemporaneamente il serial killer sta confessando a Mills di aver invidiato la sua vita familiare con la sua bella moglie, Tracy, con cui ha voluto trascorrere una mattinata "giocando a fare il marito" e alla fine uccidendola e tagliandole la testa che Somerset ha trovato nel pacco.
Il piano di Doe viene dunque a galla: lui, colpevole del peccato di invidia, vuole che Mills, in preda all'ira, lo uccida, in modo che tutti i sette peccati capitali vengano così compiuti e puniti. Somerset cerca di convincere Mills a non vendicarsi, ma il giovane detective, sapendo anche dallo stesso assassino che la moglie era incinta, in preda a una irrefrenabile ira, gli spara alla testa. Al tramonto, arriva la polizia che porta via il cadavere e arresta Mills in stato di shock. Nell'ultima scena, Somerset, mentre va via, dice: «Ernest Hemingway una volta ha scritto: Il mondo è un bel posto, e vale la pena di lottare per esso. Condivido la seconda parte».

## Produzione
Lo sceneggiatore Andrew Kevin Walker ha affermato di aver tratto gli elementi che hanno portato alla scrittura del film da un periodo della sua vita trascorso a New York: lo sceneggiatore afferma di non aver gradito per niente il periodo trascorso in tale luogo, ma che è stato fondamentale per la creazione dell'opera.
In seguito alla scrittura del film, sono stati molti i volti noti considerati per i ruoli principali, ma che hanno rifiutato di prendere parte all'opera: tra di loro troviamo Al Pacino, Robert Duvall e Gene Hackman per il ruolo di Somerset, Sylvester Stallone e Denzel Washington per il ruolo del detective Mills.
Quando il film fu proposto al regista David Fincher, per errore gli venne inviata la sceneggiatura originaria del film e non quella che avrebbe dovuto essere la definitiva, con un finale più simile a quello di altre opere appartenenti allo stesso genere. Fincher rimase particolarmente colpito e decise di accettare il ruolo, dirigendo dunque il film sulla base di tale sceneggiatura e non di quella che avrebbe dovuto essere utilizzata. Le riprese hanno tenuto impegnato il cast per un periodo di 55 giorni.

## Accoglienza

### Incassi
Distribuito il 22 settembre 1995 in 2 441 cinema, Seven ha incassato 100125643 $ negli Stati Uniti e altri 227186216 $ nel resto del mondo, per un totale di 327333559 $, a fronte di un budget di 33 milioni di dollari. In Italia è arrivato nelle sale durante il periodo natalizio, classificandosi al quarto posto tra i film più visti della stagione cinematografica 1995-96.

### Critica
Il film è stato accolto positivamente dalla critica. Sul sito Rotten Tomatoes registra l'82% delle recensioni professionali positive, che lo definiscono "uno shock brutale, implacabilmente sudicio, con esibizioni tese, effetti viscidi e un finale inquietante". Su IMDb ha una valutazione positiva di 8,6/10. Su Metacritic ha invece un punteggio di 65 su 100 basato su 22 recensioni.

## Riconoscimenti
- 1996 - Premio Oscar
  - Candidatura per il miglior montaggio a Richard Francis-Bruce
- 1996 - Premio BAFTA
  - Candidatura per la migliore sceneggiatura originale a Andrew Kevin Walker
- 1995 - Chicago Film Critics Association Award
  - Miglior fotografia a Darius Khondji
  - Candidatura per il miglior attore protagonista a Morgan Freeman
- 1997 - Empire Awards
  - Miglior film
  - Miglior attore protagonista a Morgan Freeman
- 1996 - MTV Movie Awards
  - Miglior film
  - Attore più attraente a Brad Pitt
  - Miglior cattivo a Kevin Spacey
  - Candidatura per la miglior coppia a Morgan Freeman e Brad Pitt
- 1995 - National Board of Review Awards
  - Miglior attore non protagonista a Kevin Spacey
- 1996 - Saturn Award
  - Miglior sceneggiatura a Andrew Kevin Walker
  - Miglior trucco a Jean Ann Black e Rob Bottin
  - Candidatura per il miglior film d'azione/d'avventura
  - Candidatura per il miglior regista a David Fincher
  - Candidatura per il miglior attore protagonista a Morgan Freeman
  - Candidatura per la miglior attrice non protagonista a Gwyneth Paltrow
  - Candidatura per la miglior colonna sonora a Howard Shore
- 1997 - Awards of the Japanese Academy
  - Candidatura per il miglior film straniero
- 1995 - Critics' Choice Movie Award
  - Miglior attore non protagonista a Kevin Spacey
- 1999 - Golden Trailer Awards
  - Miglior film del decennio
- 1995 - Los Angeles Film Critics Association Award
  - Candidatura per il miglior attore non protagonista a Kevin Spacey
  - Candidatura per la miglior fotografia a Darius Khondji
  - Candidatura per la miglior colonna sonora a Howard Shore
- 1995 - New York Film Critics Circle Awards
  - Miglior attore non protagonista a Kevin Spacey
- 1996 - ASCAP Award
  - Top Box Office Films a Howard Shore
- 1996 - American Society of Cinematographers
  - Candidatura per la miglior fotografia a Darius Khondji
- 1996 - Festival internazionale del Cinema di Porto
  - Miglior film a David Fincher
  - Miglior sceneggiatura a Andrew Kevin Walker
- 1996 - NAACP Image Award
  - Candidatura per il miglior attore protagonista a Morgan Freeman
- 1997 - London Critics Circle Film Awards
  - Attore dell'anno a Morgan Freeman
- 1996 - Ciak d'oro
  - Miglior film straniero
- 1997 - Blue Ribbon Awards
  - Miglior film straniero a David Fincher
- 1995 - British Society of Cinematographers
  - Candidatura per il Miglior fotografia a Darius Khondji
- 1996 - Hochi Film Awards
  - Miglior film straniero a David Fincher
- 1997 - International Horror Guild
  - Candidatura per il miglior film
- 1996 - National Society of Film Critics Awards
  - Candidatura per il miglior attore protagonista a Morgan Freeman
  - Candidatura per il miglior attore non protagonista a Kevin Spacey
- 2014 - Online Film & Television Association
  - Miglior film
- 1997 - Sant Jordi Awards
  - Miglior film straniero a David Fincher
- 1996 - Sci-Fi Universe Magazine
  - Miglior film horror
- 1995 - Society of Texas Film Critics Awards
  - Miglior attore non protagonista a Kevin Spacey